# Karl von Hecker
Karl Hecker (Berlino, 8 maggio 1827 – Monaco di Baviera, 14 dicembre 1882) è stato un ginecologo tedesco.
Era l'unico figlio dello storico medico Justus Hecker (1795-1850).

## Biografia
Studiò medicina presso le Università di Berlino, Heidelberg, Parigi e Vienna, ricevendo il suo dottorato nel 1848 da Berlino. Nel 1851 divenne assistente della clinica di ostetricia presso la Charité di Berlino, con Dietrich Wilhelm Heinrich Busch (1788-1858). Sempre presso la Charité ottenne la sua abilitazione nel 1853 con una tesi che riguardava l'utero gravido retrovertato (De retroversione uteri gravidi).
Nel 1858 fu professore associato di ostetricia all'Università di Marburgo e durante l'anno successivo accettò un posto come ginecologo all'Università di Monaco. A Monaco era anche direttore del distretto municipale della maternità e della scuola per ostetriche. Nel 1874/75 fu rettore universitario. Dal 1877 lavorò con Carl Siegmund Franz Credé (1819-1892) e Alfred Hegar (1830-1914) per la creazione di una società ginecologica indipendente, ma fu solo nel 1885, tre anni dopo la sua morte, che la Deutsche Gesellschaft für Gynäkologie fu fondata.
Hecker era il genero del politico Johann Caspar Bluntschli (1808-1881).

## Opere
- Beiträge zur Lehre der Schwangerschaft außerhalb der Gebärmutterhöhle. 1858
- Klinik der Geburtskunde (Clinic of Obstetrics), 1861; con Ludwig von Buhl (1816–1880)
- Ueber die Schädelform bei Gesichtslagen. 1869
- Ueber den Gesundheitszustand der Wöchnerinnen in der Kreis- und Lokal-Gebäranstalt München 1877
- Beobachtungen und Untersuchungen aus der Gebäranstalt zu München, umfassend den Zeitraum von 1859–1879

| Controllo di autorità | VIAF (EN) 56029000 · ISNI (EN) 0000 0001 0332 0446 · CERL cnp01079730 · LCCN (EN) n2005184107 · GND (DE) 116561378 |